# Greene County, New York
Greene County är ett administrativt område i delstaten New York, USA, med 49 221 invånare. Den administrativa huvudorten (county seat) är Catskill.

## Geografi
Enligt United States Census Bureau så har countyt en total area på 1 705 km². 1 678 km² av den arean är land och 27 km² är vatten.

### Angränsande countyn
- Albany County, New York - norr
- Rensselaer County, New York - nordost
- Columbia County, New York - öster
- Ulster County, New York - söder
- Delaware County, New York - väster
- Schoharie County, New York - nordväst

### Orter
- Catskill (huvudort)
- Jefferson Heights
- Leeds
- Palenville